# مسجد كامبونج كابوك
مسجد كامبونج كابوك أحد مساجد بروناي .

## الموقع
يقع المسجد في منطقة كامبونج كابوك، والتي تبعد حوالي خمسة وعشرين كيلومتر من مدينة بندر سري بكاوان عاصمة بروناي .

## البناء
تم بناء مسجد كامبونج كابوك في عام 1994، على موقع أرض مساحتها يقدر بحوالي 2،744 فدان، وتم الانتهاء من بناء المسجد في شهر أكتوبر من عام 1996، وبلغت النفقات النقدرة لعمليات البناء مبلغ 3،202،000.00 دولار.

## استيعاب المسجد
يمكن لمسجد كامبونج كابوك أن تستوعب ما يصل إلى 700 مصلي في وقت واحد.

## وصلات خارجية
- موقع مسجد كامبونج كابوك على الخريطة